# 關山環鎮自行車道
關山環鎮自行車道是位於台灣台東縣關山鎮的一條自行車專用道，全長約12公里，騎乘全程約需一個小時，於1997年3月開始使用。是全台灣首條單車專用道，其起訖點位於關山親水公園附近。

## 收費
自從開放直到2017年，都是全台灣唯一需收費的自行車專用道，2017年12月1日，關山鎮民代表會通過重大決議，從2018年開始將停止收清潔費，包括親水公園、縱觀日月亭都將不收費。鄰近鄉鎮遊客人數都不斷成長，關山將停止收取清潔費，希望藉此讓遊客重新回歸。